# Liste der Monuments historiques in Les Hauts-Talican
Die Liste der Monuments historiques in Les Hauts-Talican führt die Monuments historiques in der französischen Gemeinde Les Hauts-Talican auf.

## Liste der Bauwerke
| Bezeichnung                | Beschreibung              | Standort | Kennzeichnung | Schutzstatus | Datum | Bild           |
| -------------------------- | ------------------------- | -------- | ------------- | ------------ | ----- | -------------- |
| Ehemalige Abtei Marcheroux | Erbaut im 13. Jahrhundert | (Lage)   | PA00135573    | Classé       | 1912  | weitere Bilder |

## Liste der Objekte
- Monuments historiques (Objekte) in Beaumont-les-Nonains in der Base Palissy des französischen Kultusministeriums